# Ficus watkinsiana
Espèce
Classification APG III (2009)
Synonymes
Ficus bellingeri C.Moore in C.Moore & E.Betche

Ficus simmondsii F.M.Bailey

Ficus watkinsiana est une espèce de plantes à fleurs de la famille des Moraceae. C'est un figuier étrangleur originaire d'Australie. c'est un arbre monoïque pouvant atteindre une hauteur de 50 m.